# Liste der Baudenkmäler in Kastl (bei Kemnath)

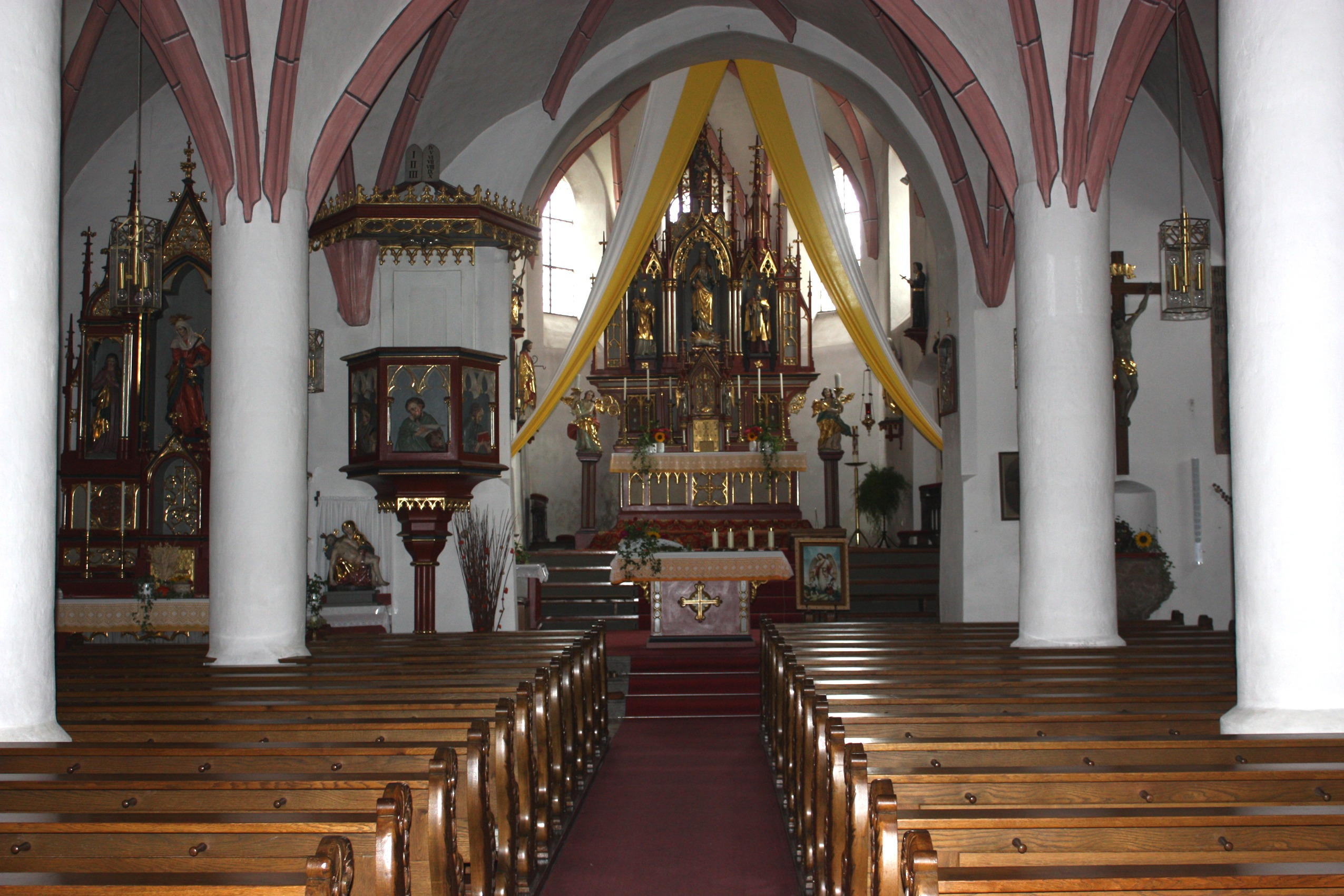
Innenansicht der Dorfkirche St. Margaretha

Auf dieser Seite sind die Baudenkmäler in der Oberpfälzer Gemeinde Kastl zusammengestellt. Diese Tabelle ist eine Teilliste der Liste der Baudenkmäler in Bayern. Grundlage ist die Bayerische Denkmalliste, die auf Basis des Bayerischen Denkmalschutzgesetzes vom 1. Oktober 1973 erstmals erstellt wurde und seither durch das Bayerische Landesamt für Denkmalpflege geführt wird. Die folgenden Angaben ersetzen nicht die rechtsverbindliche Auskunft der Denkmalschutzbehörde.

## Baudenkmäler nach Ortsteilen

### Kastl
| Lage                          | Objekt                                       | Beschreibung | Akten-Nr.             | Bild           |
| ----------------------------- | -------------------------------------------- | --- | --------------------- | -------------- |
| Bergstraße 1 (Standort)       | Ehemaliges Pfarrhaus                         | Zweigeschossiger, verputzter Massivbau mit Walmdach und Werkstein-Spitzbogenportal, im Kern wohl 16. Jahrhundert, Umbauten 19. Jahrhundert | D-3-77-128-2 Wikidata | BW             |
| Kirchplatz 6 (Standort)       | Katholische Pfarrkirche St. Margaretha       | Dreischiffige spätgotische Halle mit steilem Satteldach, eingezogenem, dreiseitig geschlossenem Chor und Seitenkapellen, Westportal bezeichnet mit „1450“, östliche Stirnmauern des Chores wohl 14. Jahrhundert, Einwölbung um 1461, viergeschossiger Turm zweite Hälfte 15. Jahrhundert, mit Zwiebelhaube und Laterne von 1787, Sakristei 17. Jahrhundert; mit Ausstattung Kirchhofmauer im Kern 15. Jahrhundert Steinplatte mit Scheibenkreuz, sogenannter Bonifatiusstein, wohl um 1200 | D-3-77-128-1 Wikidata | weitere Bilder |
| Kirchplatz 9 und 8 (Standort) | Pfarrhof in Form eines Vierseithofs          | Wohnhaus, zweigeschossiger Sandsteinquaderbau mit Walmdach und Streifenrustizierung, klassizistisch, 1817 Stadel, eingeschossiger, verputzter Bruchsteinbau mit Walmdach Stall, eingeschossiger, verputzter Massivbau mit Walmdach Rückwand der ehemaligen Remise, Quadermauerwerk; gleichzeitig, Umbauten 1980/81 | D-3-77-128-4 Wikidata | BW             |
| Rosenstraße 1 (Standort)      | Bildhäuschen mit Relief des heiligen Donatus | Stein, ehemals bezeichnet mit „1887“, Neuaufstellung 1980 | D-3-77-128-5 Wikidata | BW             |

### Birkhof
| Lage                 | Objekt                | Beschreibung                                                                | Akten-Nr.             | Bild |
| -------------------- | --------------------- | --------------------------------------------------------------------------- | --------------------- | ---- |
| Birkhof 4 (Standort) | Ehemalige Feldkapelle | Verputzter Massivbau mit Satteldach, bezeichnet mit „1816“; mit Ausstattung | D-3-77-128-6 Wikidata | BW   |

### Senkendorf
| Lage                     | Objekt                         | Beschreibung                                                                                               | Akten-Nr.             | Bild |
| ------------------------ | ------------------------------ | --- | --------------------- | ---- |
| In Senkendorf (Standort) | Kapelle Heilige Dreifaltigkeit | Verputzter Massivbau mit Satteldach und dreiseitigem Schluss, von Mathias Lauber, um 1837; mit Ausstattung | D-3-77-128-7 Wikidata | BW   |

### Unterbruck
| Lage                                                       | Objekt                                                 | Beschreibung | Akten-Nr.             | Bild |
| ---------------------------------------------------------- | ------------------------------------------------------ | --- | --------------------- | ---- |
| Unterbruck 20, an der Brücke über die Haidenaab (Standort) | Zur Brücke gehörende Figur des heiligen Johann Nepomuk | Vor der Brücke in Mauernische neu aufgestellt, Sandstein, Sockel bezeichnet mit „1778“ | D-3-77-128-9 Wikidata | BW   |
| Unterbruck 15 und 19 (Standort)                            | Schloss Unterbruck                                     | Dreigeschossiger Massivbau mit Walmdach, gotischem Erker, Sandsteinlaibungen und Fledermausgauben, im Kern zwischen 1503 und 1520, Erweiterung nach Osten zweite Hälfte 16. Jahrhundert Nebengebäude, eingeschossiger Massivbau mit Satteldach und Mezzaningeschoss sowie Rundbogenportal, im Kern 17. Jahrhundert Mit Einfriedung, Mauer mit kugelbekrönten Torpfeilern, 18. Jahrhundert | D-3-77-128-8 Wikidata | BW   |

### Wolframshof
| Lage                      | Objekt                                | Beschreibung | Akten-Nr.              | Bild           |
| ------------------------- | ------------------------------------- | --- | ---------------------- | -------------- |
| Wolframshof 24 (Standort) | Drei Wappensteine vom Schloss         | 17. Jahrhundert, in die Außenwände eines Neubaus eingelassen Steinplatte mit zwei Scheibenkreuzen, hochmittelalterlich, aus der ehemaligen Schlosskapelle In Teilen erhaltene Gartenmauer des ehemaligen herrschaftlichen Obstgartens, mit Portalen, Bruchstein, 17./18. Jahrhundert nicht nachqualifiziert, im Bayerischen Denkmal-Atlas nicht kartiert | D-3-77-128-12 Wikidata | BW             |
| Kiefer (Standort)         | Friedhof, sogenannter Schlossfriedhof | Anlage nach 1900, mit Portalpfeilern aus Bruchstein Friedhofskapelle, quadratischer Sandsteinbau mit Glockendach und Rundbogenportal, neubarock, um 1910 Grabkapelle für Maximilian von Feilitzsch, Satteldachbau mit kräftigen Volutenpfeilern und wappengeschmücktem Dreiecksgiebel, 1913; zu Anwesen Nr. 24 gehörig | D-3-77-128-13 Wikidata | BW             |
| Wolframshof 18 (Standort) | Mühle                                 | Zweigeschossiger Massivbau mit Satteldach und gestuftem Fachwerkgiebel, im Kern 17./18. Jahrhundert | D-3-77-128-11 Wikidata | BW             |
| Wolframshof 19 (Standort) | Schloss Wolframshof                   | Herrenhaus, dreigeschossiger Massivbau mit Halbwalmdach, Rundtürmen, Zwerchhaus mir Dreiecksgiebel und Veranda mit Freitreppe, neubarock, 1899, im Kern wohl 16./17. Jahrhundert, Wiederherstellung nach Brand 1921, über dem Korbbogenportal Wappentafel, bezeichnet mit „1725“ Stadel und Remise, eingeschossiger Massivbau mit Satteldach Stall, eingeschossiger Massivbau mit Satteldach und Dachreiter Ehemaliges Verwalterhaus mit angeschlossenem Stall, zweigeschossiger Massivbau mit Satteldach; bezeichnet mit „1860“ | D-3-77-128-10 Wikidata | weitere Bilder |

## Ehemalige Baudenkmäler
In diesem Abschnitt sind Objekte aufgeführt, die noch existieren und früher einmal in der Denkmalliste eingetragen waren, jetzt aber nicht mehr.

| Lage                            | Objekt      | Beschreibung          | Akten-Nr.             | Bild |
| ------------------------------- | ----------- | --------------------- | --------------------- | ---- |
| Kastl Hauptstraße 16 (Standort) | Wohngebäude | Bezeichnet mit „1829“ | D-3-77-128-3 Wikidata | BW   |